# نیلی‌گاو
نیلی‌گاو (نام علمی: Boselaphus tragocamelus) نام یک گونه از تیره گاوان است.